# 花蓮慈天宮

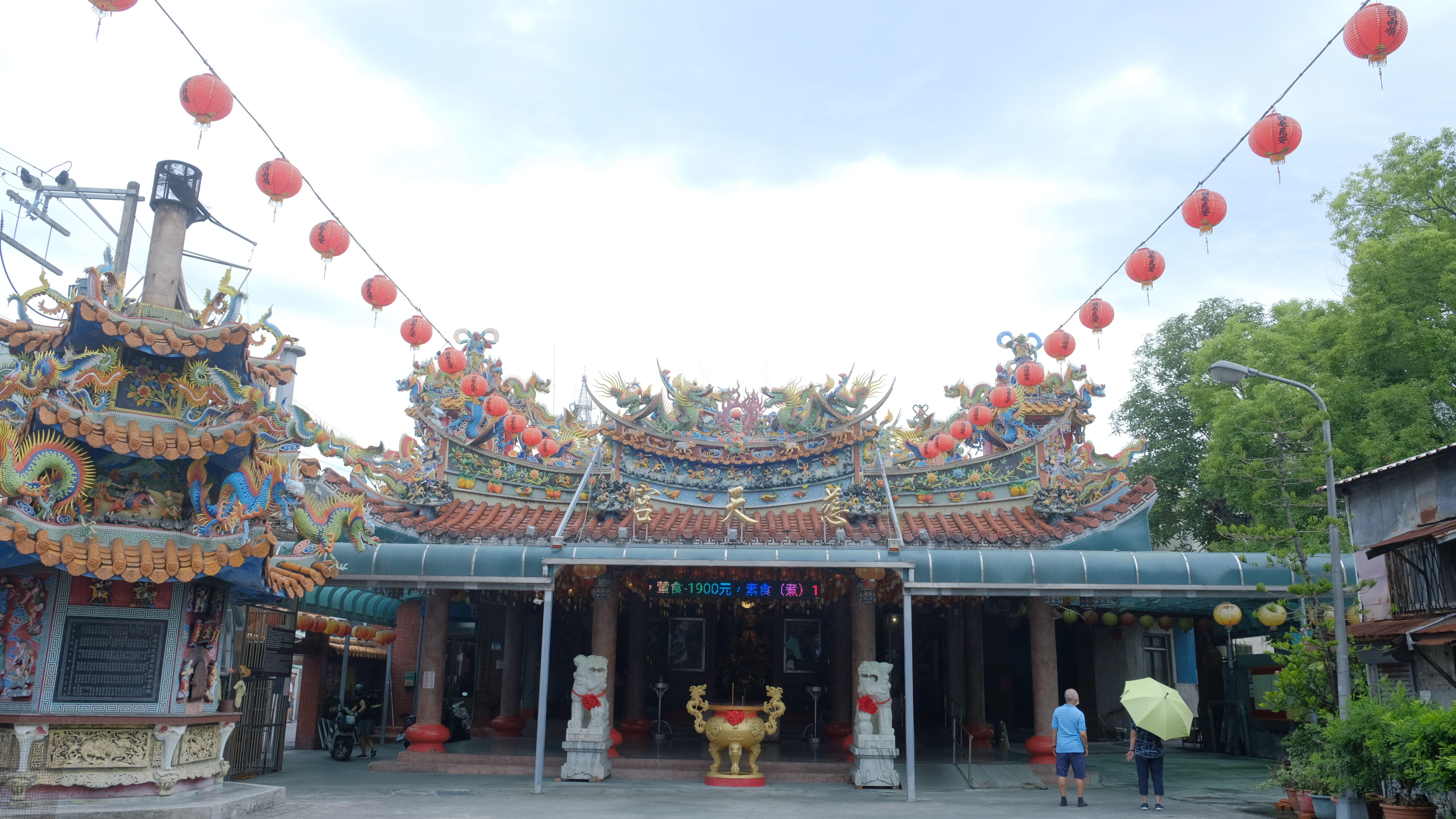
花蓮慈天宮

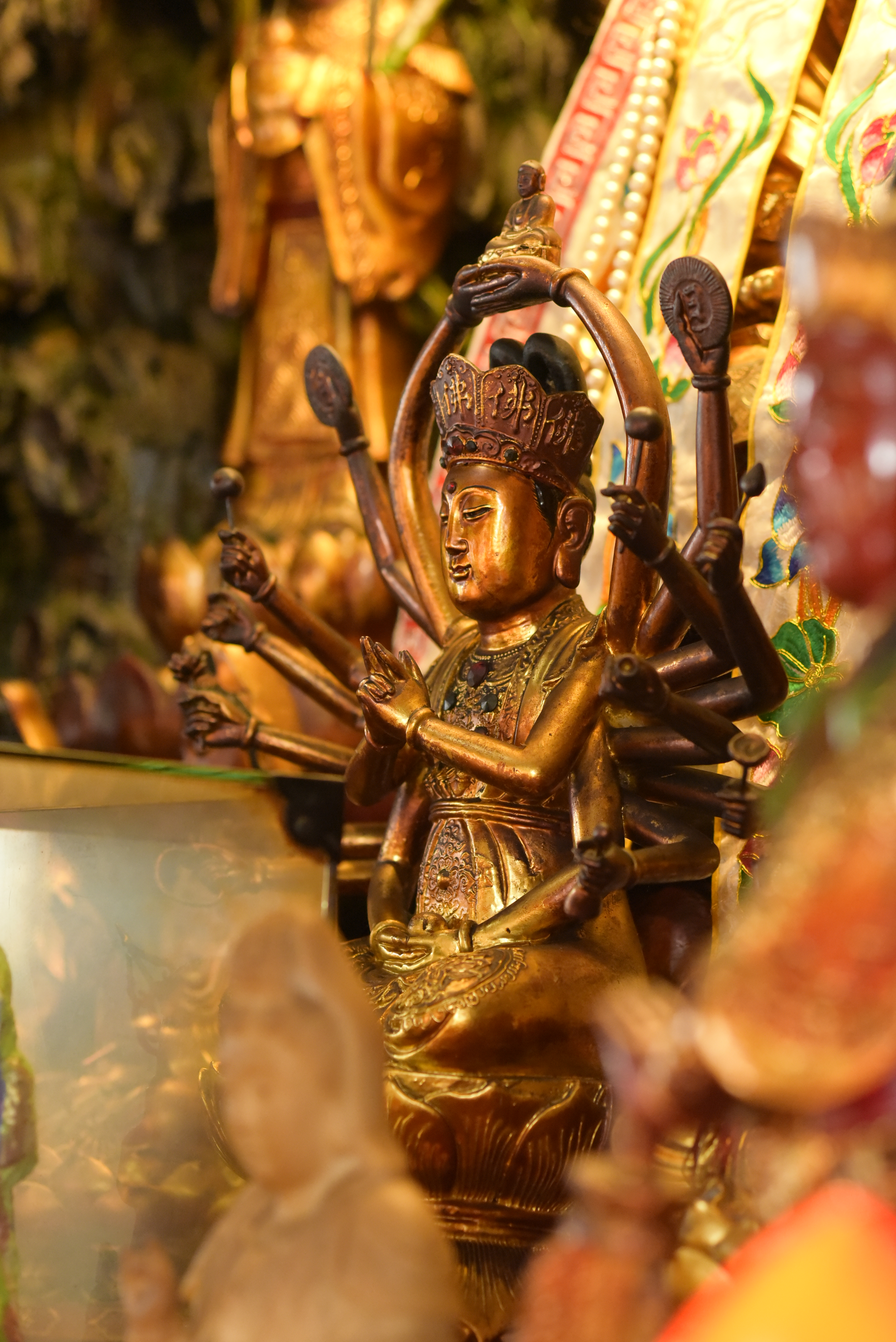
花蓮港布教所千手千眼觀音

花蓮慈天宮，在當地又被稱作開基媽祖廟或老媽祖廟，是位於台灣花蓮縣花蓮市的一座廟宇，也是花蓮最早建立的媽祖廟。
花蓮慈天宮所在地在日治時期曾是日蓮宗花蓮港布教所」，現在花蓮慈天宮二樓祭祀的觀世音菩薩像就是當時的遺物。戰後改建為媽祖廟，為花蓮市歷史最古老的媽祖廟。1951年花蓮地震，媽祖廟倒塌。次年地方士紳發起募捐重建媽祖廟，並定名為花蓮慈天宮。花蓮慈天宮奉祀的媽祖係自北港朝天宮分靈而來。除了媽祖之外，花蓮慈天宮亦祭祀觀世音菩薩、千里眼、順風耳、十八羅漢、福德正神、註生娘娘等神明。
花蓮慈天宮是花蓮市歷史最悠久的媽祖廟，後來許多新建的媽祖廟大都由此分香出去奉祀，為別於新廟，當地民眾都以「老媽祖廟」相稱，顯見與居民的特殊情感。

## 外部連結
- 花蓮慈天宮
- 花蓮慈天宮 16尊媽祖佛館進香 （页面存档备份，存于）
- 慈天宮 旅遊王 （页面存档备份，存于）